# جون تيستر
رايموند جون تيستر (بالإنجليزية: Raymond Jon Tester)‏ هو سياسي أمريكي من الحزب الديمقراطي ولد في يوم 21 أغسطس 1956 في بلدة هافري في مونتانا. حصل على شهادة البكلوريوس في الموسيقى من جامعة بروفيدنس. هو عضو في مجلس الشيوخ الأمريكي كممثل عن ولاية ميريلاند منذ سنة 2007.